# パナハイキ1891
パナハイキFC（ギリシア語: Παναχαϊκή ΓΕ ΠΑΕ）は、ギリシャのアハイア県パトラをホームタウンとするスポーツクラブである。サッカー部門などが存在する。

## 歴史
1891年6月14日にパナハイコス体操クラブ (Παναχαϊκός Γυμναστικός Σύλλογος) として創設された。当時は体操や古典的なスポーツ、水泳、ボート競技、サイクリング、射撃競技の部門が存在し、また肉体的訓練だけではなく、精神的成長にも貢献するために図書館、外国語学校、夜間商業学校、音楽学校を設立した。
1899年1月17日にサッカー部門が設立された。
2018-19シーズンにフットボールリーグで5位の成績を残して、2019-20シーズンのリーグシステムの変更に伴って新創立されたスーパーリーグ2の参加資格を獲得した。

## 獲得タイトル
- ベータ・エスニキ（英語版）：6回
  - 1963-64, 1968-69, 1970-71, 1981-82, 1983-84, 1986-87

- ガンマ・エスニキ（英語版）：2回
  - 2010-11, 2016-17

## 欧州の成績
| シーズン | 大会                   | ラウンド  | 対戦相手           | ホーム | アウェー | 合計 |  |
| -------- | ---------------------- | --------- | ------------------ | ------ | -------- | ---- |  |
| 1973-74  | UEFAカップ             | 1回戦     | グラーツァー       | 2-1    | 1-0      | 3-1  |  |
| 1973-74  | UEFAカップ             | 2回戦     | トゥウェンテ       | 1-1    | 0-7      | 1-8  |  |
| 1997     | UEFAインタートトカップ | グループ5 | スターベク         | 1-1    | N/A      | 4位  |  |
| 1997     | UEFAインタートトカップ | グループ5 | ディナモ・モスクワ | N/A    | 1-2      | 4位  |  |
| 1997     | UEFAインタートトカップ | グループ5 | B36トースハウン    | 4-2    | N/A      | 4位  |  |
| 1997     | UEFAインタートトカップ | グループ5 | ヘンク             | N/A    | 2-4      | 4位  |  |

## 歴代監督
- ニコス・アナストプーロス 2002
- アンジェ・ポステコグルー 2008

## 歴代所属選手
- グリゴリオス・ゲオルガトス 1991-1995
- コスタス・カツラニス 1996-2002
- サーシャ・オグネノヴスキ 2002-2003
- アイルトン・デ・オリベイラ・モデスト 2005-2006
- アンドレアス・サマリス 2006-2010
- コンスタンティノス・メンドリノス 2011-2012
- コンスタンティノス・ハルキアス 2016-2018